# Малолеварський канал
Малолеварський канал (словац. Malolevársky kanál) — меліоративний канал; притока Морави, протікає в округах Малацки і Сениця.
Довжина приблизно 15.2 км. Витік знаходиться в масиві Загорська низовина (геоморфологічна підодиниця Борська низовина) — осушення заболочених заплав Мияви.
Протікає територією сіл Борськи Святий Юр; Моравський Святий Ян; Завод; Вельке Леваре; Секуле і Мале Леваре.